# Música dos Estados Unidos
A música dos Estados Unidos reflete a população multi-étnica, mas tem a sua base principalmente nos géneros afro-culturais através de diversos estilos. Rock and roll, blues, country, rhythm and blues, jazz, pop, tecno e hip hop estão entre os géneros musicais do país mais reconhecidos internacionalmente, algumas formas de música popular americana têm ganhado audiência global.
Os povos nativos foram os primeiros habitantes dos Estados Unidos e tocaram as suas primeiras músicas. Começando no século XVII, imigrantes do Reino Unido, Irlanda, Espanha, Alemanha e França começaram a chegar em grande número, trazendo consigo novos estilos e instrumentos. Escravos africanos trouxeram tradições musicais e cada leva de imigrantes contribuiu para a miscigenação.
Muito da moderna música popular tem suas raízes ligadas à música negra americana (com influência do blues) e ao crescimento da música gospel nos anos 1919 do século passado. A base afro-americana da música popular utilizou elementos vindos da música europeia e indígena. Os Estados Unidos tiveram também influência das tradições musicais e da produção musical na Ucrânia, Irlanda, Escócia, Polônia, América latina e nas comunidades judaicas, entre outras.
Muitas cidades americanas têm um cenário musical vibrante e, em cada uma, estilos regionais florescem. Juntamente com grandes centros musicais como Seattle, Nova Iorque, Minneapolis, Chicago, Nashville, Austin e Los Angeles, muitas cidades menores têm produzido destacados estilos musicais. O "Cajun" (em inglês, Cajun), a música da Lousiana, a Música havaiana, o Bluegrass, a música antiga do Sudeste dos Estados Unidos são alguns exemplos da sua diversidade musical.

## Características
A música dos Estados Unidos pode ser caracterizada pelo uso de sincopação assimétrica e ritmos, longos, melodias irregulares, que se diz que "refletem a grande abertura da geografia (a paisagem americana)" e do "sentimento de liberdade pessoal característica de vida americana". Alguns aspectos distintos da música americana, como o call-e-resposta-tipo, são derivados das técnicas e instrumentos africanos.
Em toda a parte posterior da história americana, e em tempos modernos, a relação entre a música americana e europeia tem sido um tema discutido entre os estudiosos da música americana. Alguns têm instado para a adoção de mais puramente técnicas e estilos europeus, que por vezes são percebidos como mais elegantes e refinados, enquanto outros têm empurrado por um sentimento de nacionalismo musical que celebra distintamente os estilos americanos. O estudioso de Música Clássica John Warthen Struble tem contrastado americanos e europeus, concluindo que a música dos Estados Unidos é inerentemente distinta porque os Estados Unidos não tiveram séculos de evolução musical como uma nação. Em vez disso, a música dos Estados Unidos é a de dezenas ou centenas de indígenas e grupos de imigrantes, sendo que todas desenvolvidas em grande parte regionais isolamento até a Guerra Civil Americana, quando pessoas de todo o país foram reunidas em unidades do exército, comércio, estilos musicais e práticas." Struble consideradas as baladas da Guerra Civil "a primeira música folclórica americana discernível com funcionalidades que podem ser considerados inéditos para a América: a primeira sonoridade americana musical, como regional estilo distinto de qualquer derivado de outro país.
A Guerra Civil, e o período seguinte, viram um florescimento geral da arte americana, literatura e música. Conjuntos amadores musicais desta época podem ser visto como o nascimento da música popular americana. O autor musical David Ewen descreve estas primeiras bandas amadoras como combinar "a profundidade e o drama de clássicos com uma técnica não complicada, evitando complexidade em favor de expressão direta. Se fosse música vocal, a expressão seria em Inglês, apesar dos esnobes que declararam Inglês unsingable um idioma. De certa forma, era parte de todo o despertar da América que aconteceu depois da Guerra Civil, uma vez que, pintores americanos, escritores e compositores profundos abordando temas especificamente americanos. Durante este período, as raízes do blues, gospel, jazz e country tomaram forma; no século XX, estes se tornaram o núcleo da música popular americana, o que mais tarde evoluíram no sentido dos estilos e ritmos como o blues, rock and roll e música hip hop.

### Identidade social
A música se relaciona com vários aspectos sociais e culturais dos Estados Unidos: a estrutura social americana, aspectos étnicos e raciais, religiosos, lingüísticos, de gênero, assim como aspectos sexuais. Porém, a relação entre a música e a raça talvez seja a mais determinante. O desenvolvimento da música negra nos Estados Unidos, independentemente da África e da Europa, tem sido um tema constante no estudo da história da música americana. Existem poucos registros da era colonial, quando estilos, canções e instrumentos da África ocidental se mesclaram no caldeirão da escravidão.
Por meados do século XIX, uma tradição folclórica distintamente afro-americana era bem conhecida e difundida, e técnicas musicais afro-americanas, instrumentos e as imagens se tornaram uma parte do mainstream americano através da música Spiritual, shows de menestréis e músicas de escravos. O estilo musical afro-americano tornou-se parte integrante da música americana popular através de blues, jazz, Rhythm and blues, e então rock and roll, soul e música hip hop, todos estes estilos foram consumidos pelos americanos de todas as raças, mas foram criados no estilo afro-americano e expressões idiomáticas antes de eventualmente se tornar comum no desempenho e consumo em toda a raça linhas. Em contrapartida, a música country provém de ambos Europeu e Africano, bem como nativo americano e havaiano, tradições e ainda há muito tem sido entendida como uma forma de música de brancos.
A situação econômica e social distingue a produção e o consumo da música americana, com as classes mais altas patrocinando a música clássica e a música rural e étnica geralmente ligada aos mais pobres. No entanto, essa divisão não é absoluta, sendo mais aparente do que real; a música country, por exemplo, é um gênero comercial destinado ao "apelo à identidade da classe trabalhadora, enquanto seus ouvintes podem ou não ser trabalhadores de fato".
A música country relaciona-se também com a identidade geográfica, sendo rural em sua origem e função; outros gêneros, como R&B e o hip hop são tidos como urbanos.
Para a maior parte da história americana, fazer música tornou-se uma "atividade efeminada". No século XIX, piano e canto amador foram considerados adequados para as mulheres de classe média-alta, que foram, no entanto, muitas vezes barradas de orquestras e sinfonias. As mulheres também foram uma parte importante no começo da performance da música popular, embora gravadas tradições tornam-se mais rapidamente dominado pelos homens. A maioria dos gêneros da música popular dominados por homens inclui artistas e músicos também, muitas vezes em um nicho atraente principalmente para mulheres, tais como gangsta rap e heavy metal.

### Diversidade
Os Estados Unidos é bem conhecido por ser um "caldeirão" de músicas, com influência de várias partes do mundo e criando novos estilos culturais distintos dos outros. Embora os aspectos da música americana terem uma origem específicas, a origem de culturas particulares de músicas é problemática, devido à constante evolução da música americana de transplantar técnicas, instrumentos e gêneros. Elementos de Músicas estrangeiras chegaram aos Estados Unidos tanto pelos canais formais de patrocínio de eventos educacionais e de evangelismo por indivíduos e grupos, quanto por processos formais, como no incidente de transplante da música africana através da escravidão, e da música irlandesa, pela imigração. As músicas americanas mais distintas são resultado das misturas culturais e dos contatos mais próximos. A escravidão, por exemplo, misturou pessoas de inúmeras tribos nas zonas habitacionais resultando em uma tradição musical partilhada que foi enriquecida com elementos de músicas e técnicas indígenas, latinas e europeias. A ética, religião e raças diversificadas Americana produziram vários gêneros de Francês-Africano, como Louisiana Creoles; nativas, como as músicas europeias e mexicanas unidas, e outros estilos como as músicas havaianas.
O processo de transplante de música entre culturas não é isenta de críticas. O renascimento do folk meados do século XX, por exemplo, apropriou-se de músicas rurais de diversos povos, em parte para promover certas causas políticas, o que tem causado alguns a questionar se o processo provocou o "comercial comercialização de outros povos" canções… e ao inevitável diluição da média na apropriação musical. A questão da apropriação cultural também tem sido uma parte importante das relações raciais nos Estados Unidos. O uso de técnicas musicais afro-americanas, imagens e conceitos em música popular em grande parte por brancos e para os americanos tem sido difundida pelo menos desde meados do século XIX canções de Stephen Foster e com o aumento de trovador shows. A indústria fonográfica americana tem tentado activamente para popularizar executantes brancos de música afro-americana, porque eles são mais saborosos e de integrar a classe média americana. Este processo tem produzido tais variou estrelas como Benny Goodman, Eminem e Elvis Presley, bem como estilos populares como  Blue eyed soul e rockabilly.

## Música Folk
A música folk nos Estados Unidos é variável através dos numerosos grupos étnicos. As tribos americanas nativas tocam cada uma sua própria variação de música folk, a maioria dela espiritual na natureza. A música afro-americana inclui o blues e o gospel, descendentes da música do oeste da África trazida para a américa por escravos e misturada com a música do oeste europeu. Durante a era colonial, os estilos e instrumentos ingleses, franceses e espanhóis foram trazidos para as américas. No início do século XX, os Estados Unidos se tornaram um grande centro para a música de todo o mundo, incluindo a polka, os ucranianos e os poloneses fiddling, Ashkenazi judeus klezmer e vários tipos de música latina.
Os americanos nativos tocaram a primeira folk music no que é hoje os Estados Unidos, usando uma larga variedade de estilos e técnicas. Algumas semelhanças são próximas do universal entre a música americana nativa tradicional, entretanto, especialmente a falta de harmonia e polifonia, e o uso de vocais e figuras melódicas descendentes. Instrumentações tradicionais usam a flauta e muitos tipos de instrumento de percussão, como bateria, chocalhos e sacudidores. Desde que o contato entre europeus e africanos se estabeleceu, a música folk americana nativa tem crescido em novas direções, vindo a se fundir em estilos diferentes como danças de folk europeu e música Tejana. A música moderna americana nativa pode ser melhor conhecida pela junção com o powwow e pan-tribal no qual danças de estilo tradicional e músicas são performadas.
As treze colônias dos Estados Unidos original formavam possessões inglesas, e a culutura anglo se tornou uma grande fundação para a música folk e popular americana. Muitas músicas folk americanas são idênticas às músicas britânicas em arranjo, mas com novas letras, às vezes como paródia da música original. Músicas anglo-americanas são também caracterizadas como possuindo menos tom pentatônico, menos acompanhamento proeminente (mas com uso mais pesado de drones) e mais melodias em escala maior. A música anglo-americana tradicional também inclui uma variedade de broadside ballads, estórias humoradas e tall tales, e músicas de desastres ocorrendo na mineração, batida de navios e assassinatos. Heróis legendários como Joe Magarac, John Henry e Jesse James são parte de muitas músicas. Danças folk de origem britânica incluem a square dance, descendidente da quadrilha, combinada com a inovação americana de um caller instruindo os dançarinos. A sociedade religiosa comunitária conhecida como os Shakers emigraram da Inglaterra durante o século XVIII e desenvolveram seu próprio estilo de dança folk. Suas músicas mais antigas podem ser datadaas de volta aos modelos de músicas folk britânica. Outras sociedades religiosas estabeleceram sua própria cultura musical no início da história americana, como a música judaica, a sociedade harmônica, e da Ephrata Cloister na Pennsylvania.
Os ancestrais da população afro-americana foram trazidos aos Estados Unidos como escravos, trabalhando primariamente nas plantações do sul. Eles foram de centenas de tribos através do oeste da África, e trouxeram certos traços da música do oeste africano incluindo vocais chamada e resposta e música rítmica complexa, como também a batidas síncope e acentos variáveis. A música da África foca em canto e dança rítmicos trazidos para o Novo Mundo, e aonde se tornou parte de uma cultura folk distinta que ajudou os africanos a "reter a continuidade com seu passado através da música". Os primeiros escravos nos Estados Unidos cantavam músicas de trabalho, gritos de campo e, seguindo a cristianização, hinos. No século XIX, um grande avivamento de fervor religioso contagiou as pessoas através do país, especialmente no sul. Hinos protestantes escritos na maior parte por pregadores da Nova Inglaterra se tornou parte dos encontros campestres mantidos entre cristãos devotos através do sul. Quando negros começaram a cantar versões adaptadas destes hinos, foram chamados de espirituais negros. Foi desta raiz, de músicas espirituais, músicas de trabalho e cantos de campo, que o blues, jazz e o gospel se desenvolveram.

### Blues e música espiritual
As músicas espirituais eram, primariamente, expressões de fé religiosa, cantadas por escravos nas plantações do Sul. Em meados do século XVI a música espiritual se expandiu no sul dos Estados Unidos. Em 1871 Universidade Fisk se tornou a casa de Jubilee Singers, um grupo pioneiro que tornou a música espiritual popular em todo o país. Em imitação a este grupo, surgiram quartetos evangélicos, seguida pelo aumento da diversificação com o rápido levantamento do século XX de jackleg e pregadores cantores, de onde veio a popularidade da música evangélica
O Blues é uma combinação de músicas africanas trabalhadas, canções e gritos do campo. Isto se desenvolveu no sul rural na primeira década do século XX. As mais importantes características do blues é o uso da blue note, com um bemol ou terceiro indeterminado, como também o lamento do canto lírico; ainda que ambos os elementos tenham existido na música folclórica afro-americana principalmente no século XX, a forma codificada do blues moderno (como a estrutura AAB) não existiu até o início do século XX.

### Outras comunidades imigrantes
Os Estados Unidos é um caldeirão consistindo de numerosos grupos étnicos. Muitas destas pessoas têm mantido viva suas tradições folclóricas de suas terras natal, muitas vezes produzindo distintivamente estilos americanos de música estrangeira. Algumas nacionalidades têm produzido cenários locais em regiões do país aonde eles tem se aglomerado, como a música cabo-verdiana na Nova Inglaterra, música armeniana na Califórnia, a italiana e a música ucraniana em Nova Iorque.
Os Crioulos são uma comunidade com uma variedade de ancestrais não-anglo, a maioria descendente de pessoas que viveram em Louisiana antes de ser comprada pelos EUA. Os Cajuns são um grupo de Francófones que chegaram em Louisiana depois de deixar Acadia no Canadá. A cidade de Nova Orleães, sendo uma porto maior, atuou como uma caldeirão para pessoas de todo a bacia caribiana. O resultado é um set diverso e sincrético de estilos de cajun e música crioula.
A Espanha e subseqüentemente o México controlaram muito do que é agora o oeste dos Estados Unidos até a Guerra México-Americana, incluindo o estado inteiro do Texas. Depois que o Texas se juntou aos Estados Unidos, os nativos tejanos vivendo no estado começaram culturalmente a desenvolver separadamente de seus vizinhos ao sul, e permaneceram culturalmente distintos de outros texanos. O principal para a evolução da música tejano foi a mistura de formas tradicionais mexicanas como o mariachi e o corrido, e estilos continentais europeus introduzidos por colonizadores alemãs e checos no final do século XIX. Em particular, o acordeon foi adotado pelos músicos do folclore Tejano na virada do século XX, tornando-se um instrumento popular para músicos amadores no Brasil e no mundo.

## Música clássica
A música clássica europeia foi para os Estados Unidos junto com os primeiros colonos. As músicas clássicas da Europa surgiram com as tradicionais músicas artísticas, eclesiásticas e de concertos musicais. As normas centrais nessa tradição se desenvolveram por volta de 1550 e 1825, se centralizando no que era conhecido como o período de treinamento comum. Muitos compositores clássicos Americanos se cuidaram de trabalhar em boa parte dos modelos Europeus até o século XIX. Quando Antonín Dvořák, um compositor checo proeminente, visitou os Estados Unidos de 1892 até 1895, interagiu com a ideia que a música americana clássica precisa de modelos originais, sem imitações dos compositores europeus; Ele ajudou a inspirar compositores americanos a criar estilos distintos de músicas americanas. Com o começo do século XX, muitos compositores americanos colocaram elementos em seus trabalhos, colocando músicas do tipo Jazz e Blues para a música nativa americana.

### Música clássica antiga
Durante a era colonial, dois campos diferentes foram considerados músicas clássicas. Uma era de compositores amadores que começavam com simples estilos que eram sofisticados com o tempo. A outra tradição colonial foi de cidades meio-atlânticas como Filadélfia e Baltimore, que produziram um grande número de compositores promissores que trabalharam bem com o modelo europeu. Esses cantores são de maior origem inglesa que trabalhavam especificamente em um estilo de compositores promissores ingleses durante os dias.
A música clássica europeia influenciou a música nos Estados Unidos durante a era colonial. Muitos desses compositores americanos desse período trabalharam exclusivamente com modelos da Europa, entre outros, como William Billings, Supply Belcher e Justin Morgan, conhecida também como Primeira Nova Escola Inglesa, desenvolvendo um estilo diferente dos modelos europeus. Dentre os compositores, Billings foi o mais bem lembrado; Ele influenciou muito como o fundador da igreja de coro, a usar uma flauta e o primeiro a introduzir violoncelo nos serviços da igreja. Muito desses cantores amadores desenvolvera novas formas de músicas usadas por amadores, e usando freqüentemente métodos harmônicos que foram considerados bizarros pela música padrão contemporânea na Europa. Esses estilos dos compositores foram intocados pela influência dos estilos Europeus contemporâneos, usando escalas modais ou pentatônicas ou melodias e evitando as regras europeias da harmonia.
Em pleno século XIX, a América produziu vários compositores como Anthony Philip Heinrich, quem compôs idiossincráticas e músicas intencionalmente músicas de estilo "Americano" e foi o primeiro compositor a escrever uma orquestra sinfônica. Muitos compositores, sendo mais famosos William Henry Fry e George Frederick Bristow suportaram a ideia de um estilo clássico Americano, ainda que suas obras fossem de muita orientação europeia. Foi John Knowles Paine, no entanto, que se tornou o primeiro compositor americano a ser aceito na Europa.
Louis Moreau Gottschalk é um dos compositores mais bem lembrado do século XIX, dito pelo historiador músico Richard Crawford. A música de Gottschalk refletiu uma mistura cultural de sua cidade natal, Nova Orleans, que foi o lar de uma variedade de músicas Latinas, do Caribe, Afro-Americanas e Criolas. Ele era bem reconhecido como um pianista talentoso em sua vida, e também era conhecido como um compositor que fora muito admirado, mesmo com pouca performance.

### Século XX
A cena clássica musical de Nova York incluiu Charles Griffes, original de Elmira que começou a publicar seus materiais mais inovadores em 1914. Suas primeiras colaborações foram as tentativas de uso de temas musicais não-ocidentais. A compositor melhor conhecido de Nova York foi George Gershwin. Gershwin foi um compositor com Tin Pan Alley e os teatros Broadway. Suas obras foram fortemente influenciados pelo jazz, ou melhor, os precursores de jazz que eram vigentes durante o seu tempo. Gershwin's work made American classical music more focused, and attracted an unheard of amount of international attention. Gershwin fez o trabalho da americana de música clássica mais focalizada, e atraiu um inédito da quantidade de atenção internacional. Depois de Gershwin, o primeiro grande compositor foi Aaron Copland de Brooklyn, que utilizou elementos da música folclórica americana, mas que porém, continuava a técnica e os europeus em forma. Mais tarde, ele virou-se para o balé e, em seguida, música serial. Charles Ives foi um dos primeiros compositores clássicos americanos de grande importância internacional, produzindo uma música no estilo americano singularmente, porém sua música era desconhecida mesmo após a sua morte, em 1954.
Tempos depois compositores do século XX, como John Cage, John Corigliano e Steve Reich, utilizaram técnicas modernistas e minimalistas. Reich descobriu a técnica conhecida como redução progressiva, na qual se começavam duas atividades musicais simultaneamente e eram repetidas, gradualmente fora de sincronia, com um sentimento de desenvolvimento natural da música. Reich era também muito interessado em música não-ocidentais, incorporando músicas de ritmo africano em suas composições. Os compositores e intérpretes recentes eram fortemente influenciados pelas obras minimalistas de Philip Glass, um nativo de Baltimore baseado fora de Nova York, e Meredith Monk, entre outros.

## Música popular
Os Estados Unidos tem produzido vários músicos populares e compositores no mundo contemporâneo. Começando com o surgimento da música gravada, músicos estadunidenses têm continuado a liderar o campo da música popular, cujas "todas contribuições feitas por americanos à cultura mundial… foram recebidas de coração pelo mundo inteiro". A maioria das histórias da música popular começaram com o ragtime americano ou Tin Pan Alley; outros, contudo, traçam a música popular de volta à Renascença europeia e através de formatos standard, baladas e outras tradições populares. Outros autores tipicamente olham em esboços de música popular, tracejando a música popular estadunidense a espirituais negros, shows de menestréis e vaudeville, ou as músicas patrióticas da Guerra Civil.

### Canções populares antigas

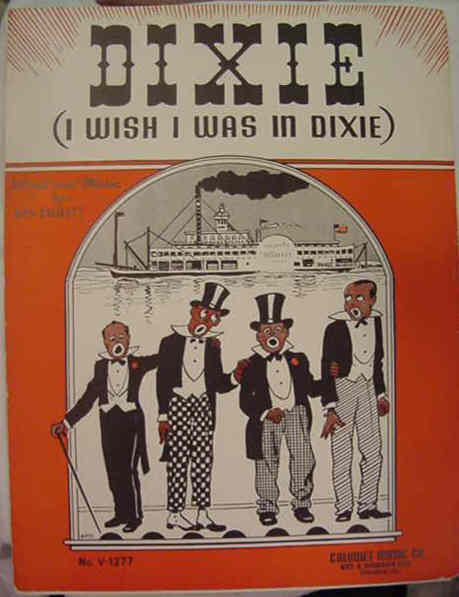
"Dixie"

As músicas patrióticas da revolução americana constituíram o primeiro tipo de música popular no meio principal. Isto incluiu "The Liberty Tree", por Thomas Paine. Designadas de forma barata como jornais, as músicas patrióticas antigas se espalharam através das colônias e foram cantadas nas casas e em reuniões públicas. Músicas com Pífaro foram especialmente celebradas e tocadas nos campos de batalha durante a revolução americana. A mais duradoura destas músicas com pífaro é "Yankee Doodle", ainda bem conhecida hoje. A melodia data de volta a 1755 e foi cantada por ambas as tropas americanas e britânicas. Canções patrióticas foram em sua maioria baseadas em melodias inglesas, com novas letras adicionadas para denunciar o colonialismo britânico; outros, entretanto, usaram melodias da Irlanda, Escócia ou outros lugares, ou não utilizaram uma melodia familiar. A música "Hail Columbia" foi um trabalho maior isto permaneceu um hino não oficial até a adoção de "The Star-Spangled Banner". Muito desta antiga música americana continua viva na Harpa cristã.
Durante a Guerra Civil, quando soldados através do país se uniram, os ramos multifaces da música americana começaram a se fortalecer um ao outro, um processo que foi ajudado pela crescente indústria de estrada de ferro e outros desenvolvimentos tecnológicos que tornaram mais fácil a viagem e a comunicação. Unidades do exército incluíam indivíduos de todas as partes do país, e eles rapidamente trocavam canções, instrumentos e técnicas. A guerra foi um ímpeto para a criação de músicas americanas distintas que se tornaram e permaneceram amplamente populares. As mais importantes músicas populares da era da Guerra Civil incluíam "Dixie", escrita por Daniel Decatur Emmett. A música, originalmente titulada "Dixie's Land", foi feita no final de um show de menestrel; isto se espalhou para Nova Orleans primeiro, aonde foi publicada e se tornou "uma dos maiores sucessos musicais do período pre-Guerra Civil". Em adição a músicas populares patrióticas, a era da Guerra Civil também produziu um grande corpo de pedaços de brass band.

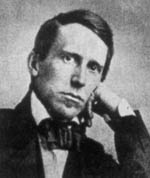
compositor musical do século XIX Stephen Foster.

Seguindo a Guerra Civil, minstrel demonstra se tornar a primeira forma expressão de música americana distinta. O show de minstrel foi uma forma indígena de entretenimento americano consistindo em deslizes cômicos, atos variados, dança e música, geralmente tocada por pessoas brancas em blackface. Os shows Minstrel usaram elementos afro-americanos em performances musicais, mas somente em formas amplificadas; estórias nos shows descreveram os negros como naturalmente nascidos escravos e bobos, antes eventualmente se tornando associados com o abolicionismo. O show minstrel foi inventado por Dan Emmett e o Virginia Minstrels. Os shows Minstrel produziram os primeiros memoráveis compositores populares na história da música americana: Thomas D. Rice, Dan Emmett, e, o mais famoso, Stephen Foster. Depois da popularidade dos shows minstrel cair, coon songs, um fenômeno similar, se tornou popular.
O compositor John Philip Sousa é estritamente associado com o mais popular troca na música popular americana apenas antes da mudança do século. Primeiramente o maestro da Banda da Marinha dos Estados Unidos, Sousa escreveu marcas militares como "Stars and Stripes Forever" que refletiram sua "nostalgia pelo [seu] lar e país", dando a melodia um "impulso de caráter viril".
No início do século XX, o teatro musical americano foi um fonte maior para músicas populares, muitas das quais influenciaram o blues, jazz, country, e outros estilos existentes de música popular. O centro de desenvolvimento para este estilo foi em Nova York, aonde o teatro da Broadway se tornou entre os mais renomados locais de eventos na cidade. Compositores teatrais e líricos como os irmãos George e Ira Gershwin criaram um estilo único de teatro americano que usou o discurso e a música vernacular. Músicos retratavam músicas populares e rapidamente ritmaram enredos que muitas vezes falavam sobre amor e romance.

### Música Pop
Um dos estilos musicais de maior sucesso nos Estados Unidos é a música pop, vários artistas consagraram o pop como um dos gêneros musicais de maior sucesso em todo mundo. Sua popularidade aconteceu no início da década de 1980 entre os artistas de maior destaque nesse cenário podemos citar Prince, Cher, Cyndi Lauper, Grace Jones, Madonna, Michael Jackson, Britney Spears, Justin Timberlake. E tendo destaque atualmente Taylor Swift, Beyoncé, John Legend, Katy Perry, Bruno Mars, Lady Gaga.

### Blues e gospel
O blues é um gênero de música afro-americana que é base para muitas das modernas músicas populares americanas. O blues pode ser visto como parte de um seguimento de estilos musicais como country, jazz, ragtime, e gospel; ainda que cada gênero possua diferentes formas, suas origens foram muitas vezes distintas. Formas mais antigas do blues se desenvolveram entorno do Delta no Mississipi no final do século XIX e início do século XX. A música mais antiga que se parecia com o blues foi primariamente a música vocal da chamada-e-resposta, sem harmonia ou acompanhamentos e sem qualquer estrutura formal musical. Escravos e seus descendentes criaram o blues adaptando os gritos do campo, tornando-as ardentes músicas solo. Quando misturado com a espiritual cristã, canções de igrejas afro-americanas e encontros de reavivamento, o blues se tornou a base da música gospel. O gospel moderno começou nas igrejas afro-americanas nos anos 1920s, na forma de adoradores proclamando sua fé no improviso, muitas vezes na forma musical (testemunhando). Compositores como Thomas A. Dorsey compuseram canções gospel que usavam elementos do blues e jazz em hinos tradicionais e canções espirituais.
O Ragtime foi um estilo de música baseado no piano, usando ritmos síncopes e cromatismo. Foi primariamente uma forma de música dance utilizando o walking bass, e é geralmente composto na forma-sonata. Ragtime é uma forma refinada e desenvolvida da dança afro-americana cakewalk, mixada com estilos que compreendem das marchas europeias e canções populares como os jigs e outras danças tocadas por muitas bandas afro-americanas em cidades do norte durante o final do século XIX. O mais famoso músico e compositor de ragtime foi Scott Joplin, conhecido por seus trabalhos como "Maple Leaf Rag".

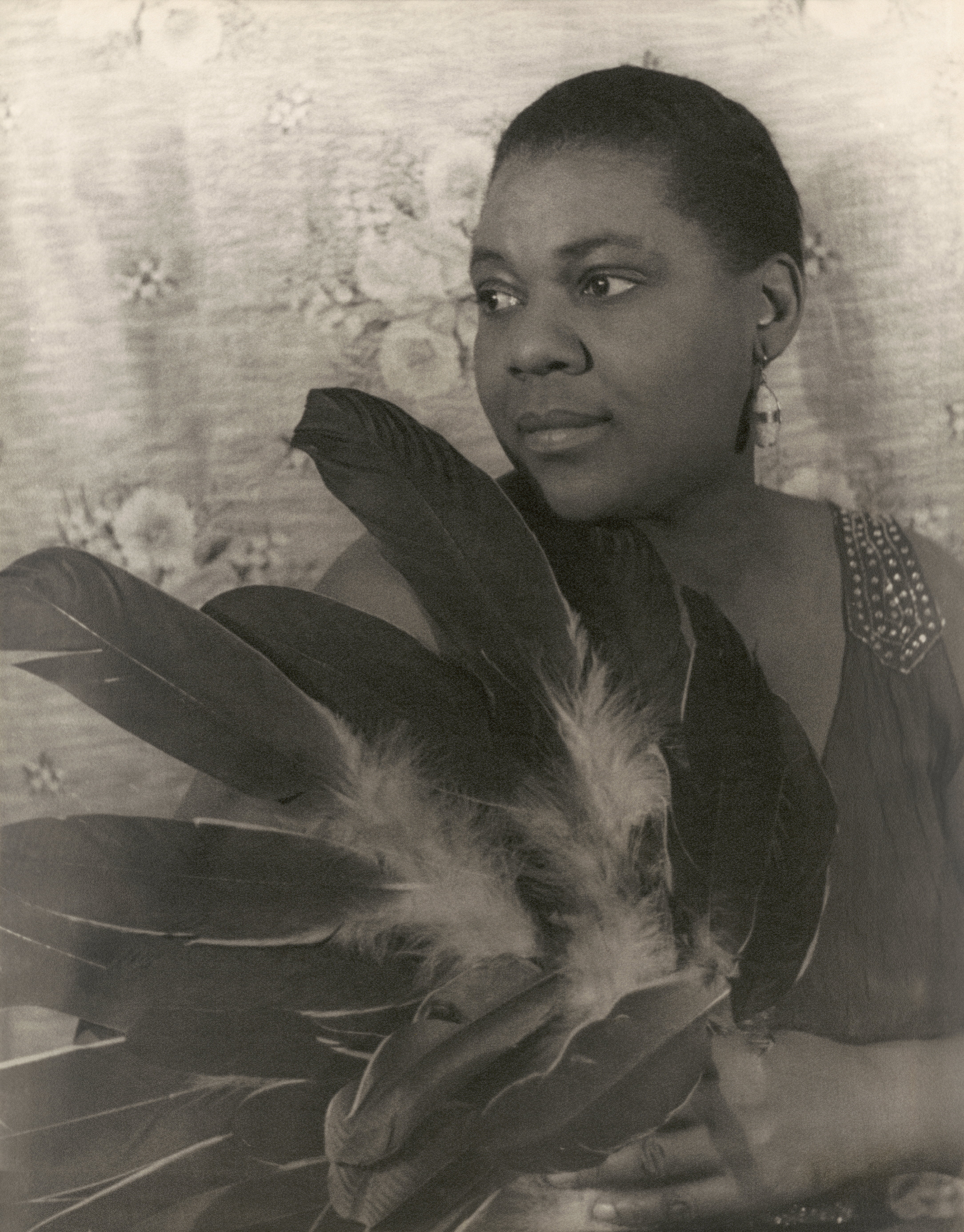
Cantora de blues Bessie Smith

O blues se tornou parte da música popular americana nos anos 1920s, quando as cantoras de blues clássico feminino como Bessie Smith ficaram populares. Ao mesmo tempo, gravadoras lançaram o campo da música instantânea, que tinha como alvo na maioria o blues nas audiências afro-americanas. O mais famoso destes atos inspirou muito do posterior desenvolvimento popular do blues e gêneros derivados, incluindo o legendário artista de blues delta Robert Johnson e o artista de blues piedmont Blind Willie McTell. Pelo final dos anos 1940s, entretanto, o blues puro foi somente uma menor parte da música popular, tendo sido relevado por estilos como rhythm & blues e o nascente estilo rock and roll. Alguns estilos de blues com pianos elétricos, como o boogie-woogie, reteve uma larga audiência. Um estilo de gospel com blues também se tornou popular no cenário principal da América nos anos 1950s, liderado pelo cantor Mahalia Jackson. O gênero do blues experimentou os maiores reavivamentos nos anos de 1950 com os artistas do Chicago blues como Muddy Waters e Little Walter e também nos anos 1960s na iminência da invasão britânica e reavivamento da música folk americana quando homens do blues country como Mississipi John Hurt e o Reverendo Gary Davis foram redescobertos. Os artistas de blues originários deste período tiveram tremenda influência em músicos do rock como Chuck Berry nos anos de 1950, e também nas cenas do blues britânico e blues-rock dos anos 1960 e 70s, incluindo entre outros Eric Clapton na Inglaterra e Johnny Winter no Texas.

### Jazz
O Jazz é um tipo de música caracterizada pelas notas swung e blue, vocais que chamada e resposta, poliritmos e improvisação. Ainda que originalmente um tipo de música dançante, o jazz tem sido uma parte maior de música popular, e tem também se tornado um elemento maior da música clássica do oeste. O jazz tem raízes na expressão cultural e musical do oeste africano, e em tradições musicais afro-americanas incluindo o blues e ragtime, como também a música de banda militar europeia. O jazz no início foi próximamente relacionado ao ragtime, com o qual pode ser distinguido pelo uso de improvisação rítmica mais intrincada. As mais antigas bandas de jazz adotaram muito do vocabulário do blues, incluindo notas bent e blue, além de "growls" e smears instrumentais de outra forma não usados em instrumentos europeus. As raízes do jazz vieram da cidade de Nova Orleans, populada por Cajuns e crioulos negros, que combinaram a cultura franco-canadense dos Cajuns com o seu próprio estilo de música no século XIX. Grandes bandas de crioulos que tocaram em funerais e paradas se tornaram uma grande base do jazz antigo, o qual espalhou de Nova Orleans para Chicago e outros centros urbanos do norte.

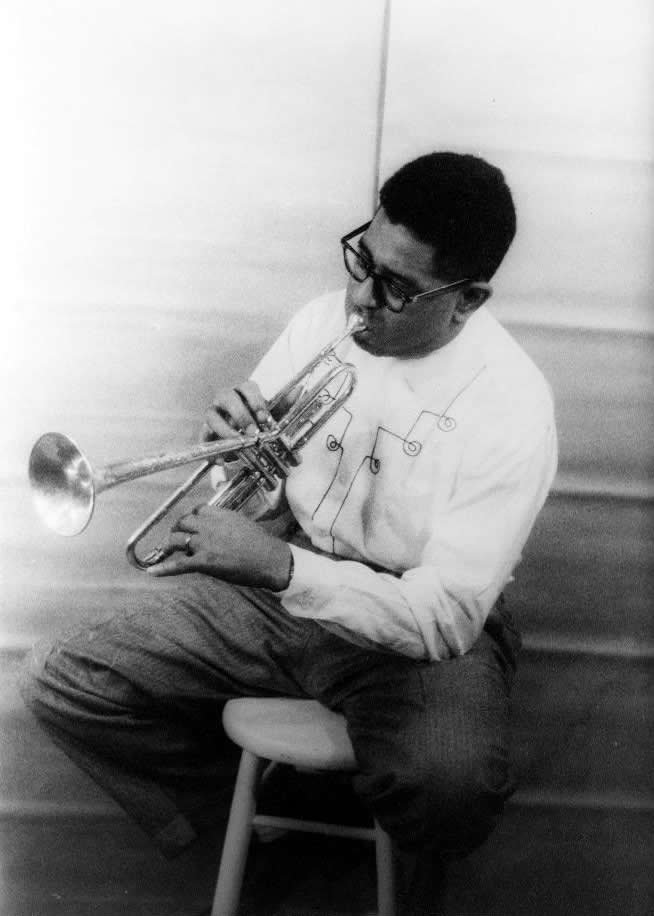
Bebop pioneer Dizzy Gillespie.

Ainda que o jazz tenha alcançado uma popularidade limitada, foi Louis Armstrong que se tornou uma das primeiras estrelas populares e uma grande força no desenvolvimento do jazz, junto com seu amigo pianista Earl Hines. Armstrong, Hines e seus colegas foram improvisadores, capazes de criar numerosas variações numa única melodia. Armstrong também popularizou o scat, uma técnica vocal de improvisação na qual as vogáveis são cantadas. Armstrong e Hines foram influentes no surgimento de um tipo de jazz big band pop chamado swing. O swing é caracterizado por uma seção de ritmo forte, usualmente consistindo de um Contrabaixo e tambores, tempo médio a rápido, e aparelhos de ritmo como a nota swung, a qual é comum na maioria do jazz. O swing é primariamente uma fusão do jazz de 1930 com elementos do blues e Tin Pan Alley. O swing usou bandas maiores que outros tipos de jazz, levando a líderes de banda a fazer arranjos que desencorajavam a improvisação, previamente uma parte integral do jazz. O swing se tornou uma parte maior da dança afro-americana, e veio a ser acompanhado por uma dança popular chamada de swing.
O jazz influenciou muitos artistas de todos os principais estilos das posteriores músicas populares, ainda que o próprio jazz nunca mais tenha sido uma parte maior da música popular americana como durante a era swing. A cena do jazz americano do final do século XX, entretanto, produziu algumas estrelas populares, como Miles Davis. Na metade do século XX, o jazz se dividiu em vários subgêneros, começando com o bebop. O bebop é uma forma de jazz caracterizado por tempos rápidos, improvisação baseada em estrutura harmônica ao invés de melodia, e o uso do trítono. O bebop foi desenvolvido no início e metade dos anos 1940, depois se desenvolvendo em estilos como o bop hard e free jazz. Inovadores no estilo incluem Charlie Parker e Dizzy Gillespie, que surgiram de pequenos clubes de jazz em Nova York.

### Música Country
A música country é primariamente uma fusão do blues afro-americano e do espiritual com a música folk apalachiana, adaptada para as audiências pop e popularizada no começo dos anos 1920. A origem do country é na música folk rural do sul, a qual foi primariamente irlandesa e britânica, com músicas africanas e europeias continentais. As melodias anglo-celticas, a música dance, e as baladas foram os mais antigos predecessores do país moderno, conhecida como música hillbilly. Os antigos hillbilly também pegaram emprestado elementos do blues e atraíram mais características das músicas pop do século XIX como a música hillbilly se desenrolou em um gênero comercial eventualmente conhecido como country e western e então simplesmente country. Os instrumentos mais antigos do country giram entorno do derivado europeu do violino e o derivado da África banjo, com o violão adicionado depois. Instrumentos de corda com o ukulele e o violão steel se tornou normal devido à popularidade dos grupos de música havaiana no início do século XX.

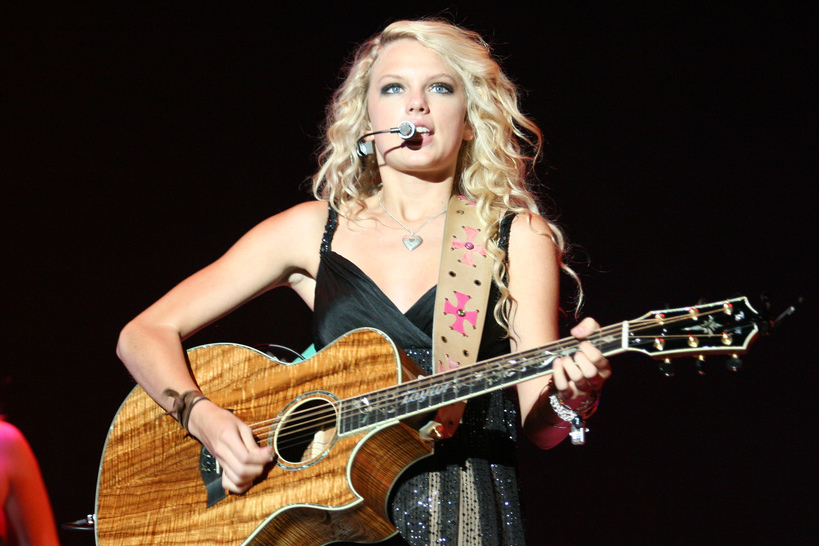
A cantora Country Taylor Swift, descoberta em 2006, é umas das cantoras country mais influentes da década.

As raízes da música country comercial são geralmente traçadas de 1927, quando o caçador de talento musical Ralph Peer gravou Jimmie Rodgers e A Família Carter. O sucesso popular foi muito limitado, ainda que uma pequena demanda esporeasse alguma gravação comercial. Depois da Segunda Guerra Mundial, houve um crescente interesse em estilos especializados como a música country, produzindo algumas poucas estrelas pop. O músico country mais influente da era foi Hank Williams, um cantor de country misturado com blues em Alabama. Ele continua reconhecido como um dos maiores compositores e músicos, visto como um "poeta do folk" com um "honky-tonk swagger" e "simpatia da classe trabalhadora". Através da década a rusticidade do honky tonk gradualmente eroded assim como o som Nashville cresceu mais orientado para o pop. Os produtores como Chet Atkins criaram o som Nashville tirando os elementos do hillbilly da instrumentação e usando instrumentos mais suaves e técnicas de produção avançadas. Eventualmente, a maioria das gravações de Nashville foi neste estilo, o qual começou a incorporar cordas e vocais de coro.

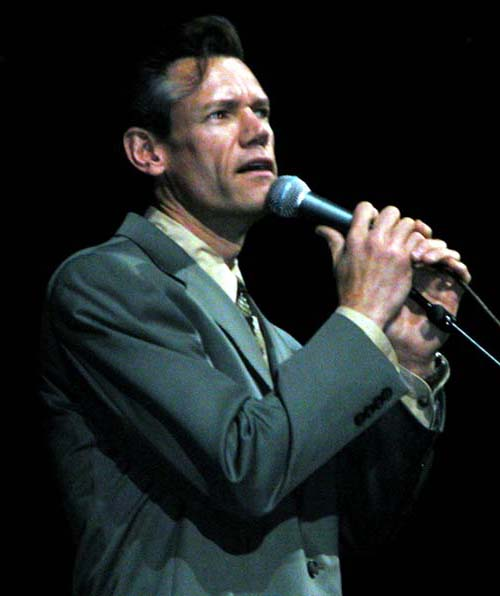
O cantor country Randy Travis, um cantor tradicionalista novo.

Pela parte do início dos anos 1960, entretanto, o som Nashville tinha se tornado compreendida como muito diluída por muito mais músicos tradicionalistas e fãs, resultando em um número de cenas locais como o som Lubbock e o som Bakersfield. Alguns músicos retiveram a popularidade, entretanto, como o duradouro ícone cultural Johnny Cash. O som Bakersfield começou na metade até o final dos anos 1950 quando músicos como Wynn Stewart e Buck Owens começaram a usar elementos do western swing e do rock, como o breakbeat, na sua música. Nos anos 1960, músicos como Merle Haggard popularizaram o som. No início dos anos 1970, Haggard também foi parte do country outlaw, junto com cantores e compositores como Willie Nelson e Waylon Jennings. O country outlaw foi orientado pelo rock e sua letra focava nas experiências criminosas dos músicos, em contraste com o country leve dos cantores do som Nashville. Na metade dos anos 1980, as paradas da música country foram dominadas por cantores pop, ao mesmo tempo em que um reavivamento nascente do estilo honky tonk com o elevação de músicos como Dwight Yoakam. Os anos 1980 também viram o desenvolvimento de músicos de country alternativo como Uncle Tupelo, que se opunha ao estilo inclinado ao pop da cena principal do país. No início do ano 2000, o country orientado ao pop continuou entre os músicos que mais vendiam nos Estados Unidos, especialmente Garth Brooks.

### R&B e soul
R&B é uma abreviatura de rhythm and blues. É um estilo que surgiu entre os anos 1930 e 40. O R&B antigo consistia de largas unidades de ritmo "se confrontando atrás de cantores de blues que tinham que gritar para ser ouvidos sobre o som e batida de vários instrumentos elétricos e as seções de ritmo". O R&B não foi extensivamente gravado e promovido porque as gravadoras sentiam que ele não era apropriado para a maioria das audiências, especialmente os brancos de classe média, por causa das letras sugestivas e ritmos. Os líderes de banda como Louis Jordan inovaram o som do antigo R&B, usando uma banda com um pequena seção de sino e proeminente instrumentação rítmica. Pelo final dos anos 1940s, eles tiveram vários hits, e ajudaram a pavimentar o caminho para contemporários como Wynonie Harris e John Lee Hooker. Muitas das mais populares músicas de R&B não foram performadas no estilo alegre de Jordan e seus contemporâneos; ainda que eles tenham sido tocados por músicos brancos como Pat Boone em um estilo mais palatável do cenário principal, o que se transformou em pop hits. No final dos anos 1950s, entretanto, houve uma onda de estilos populares como o blues-rock negro e de músicos de R&B influenciados pelo country como Chuck Berry ganhando fama sem precedentes entre os ouvintes brancos.
A música soul é uma combinação de ritmo e blues e gospel, a qual começou no final dos anos 1950s nos Estados Unidos. É caracterizada pelo uso de instrumentos utilizados no gospel, com uma grande ênfase em vocalistas e o uso de temas seculares. As gravações dos anos 1950s de Ray Charles, Sam Cooke, e James Brown foram comumente consideradas o início do soul. A Motown Record Corporation de Detroit se tornou altamente bem sucedida durante o início e metade dos anos 1960s através do lançamento de gravações de soul com influências pop pesadas para fazê-las palatáveis para a audiência branca, permitindo que artistas negros fossem mais facilmente aceitos pela audiência branca.

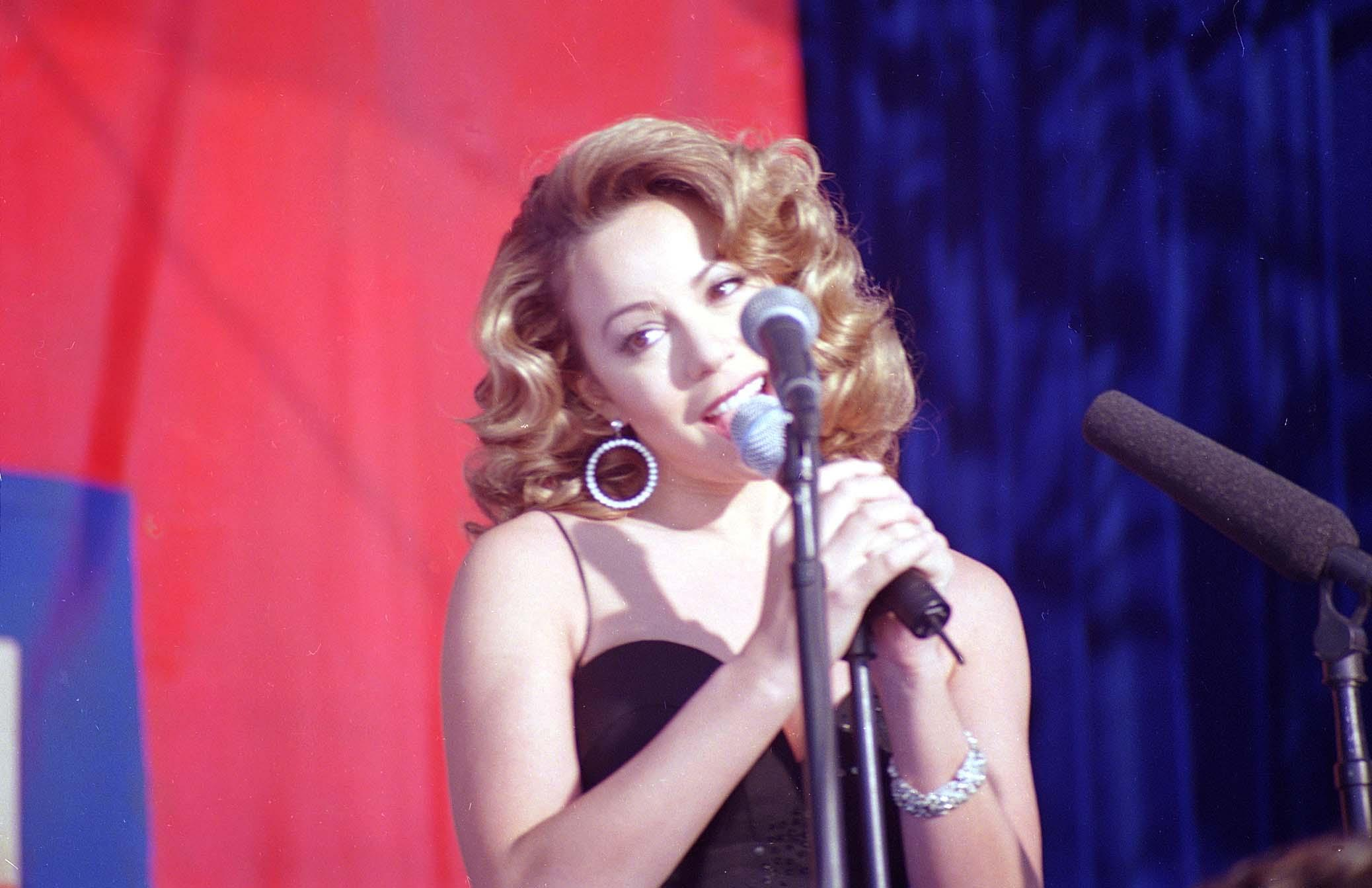
A cantora de R&B Mariah Carey.

O soul puro foi popularizado por Otis Redding e outros artistas da Stax Records em Memphis, Tennessee. No final dos anos 1960s, a artista da Atlantic Aretha Franklin tinha emergido como a mais popular artista soul feminina no country. Também por este tempo, o soul tinha se espalhado em vários gêneros, influenciados por rock psicodélico e outros estilos. O fermento social e político dos anos 1960s inspiraram artistas como Marvin Gaye e Curtis Mayfield a lançar álbuns com severas críticas sociais, enquanto outra variedade se tornou mais inclinada à música dançante, evoluindo para o funk. Durante os anos 1970s algumas bandas altamente bem sucedidas e comerciais como The O'Jays e Hall & Oates alcançaram o sucesso no cenário principal com estilos como Philly soul e blue-eyed soul. Pelo final dos anos 1970s, o soul, funk, rock e a maioria dos gêneros foram dominados por faixas influenciadas pela disco, um tipo de música dance popular. Com a introdução de influências da música eletro e o funk no final dos anos 1970s e início dos 1980s, a música soul se tornou menos natural e se mais produzida, resultando em um gênero de música que foi mais uma vez chamado R&B, usualmente distinguido de ritmos antigos e do blues pela identidade como R&B contemporâneo.

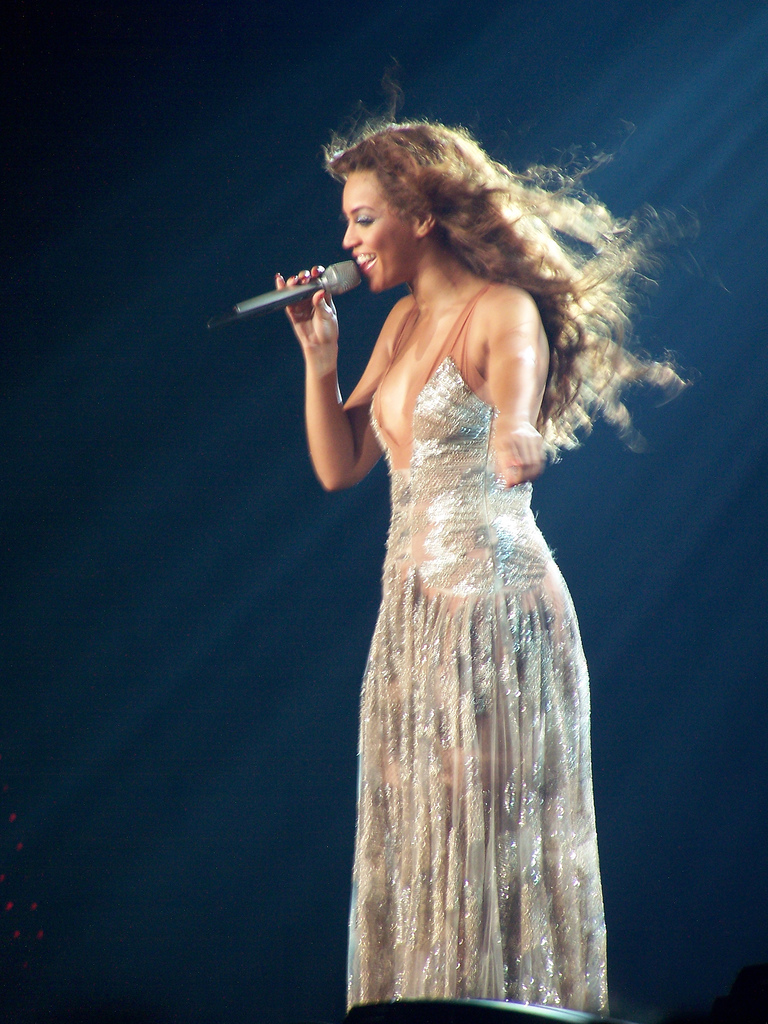
Beyoncé em Barcelona, 2007.

A primeiras estrelas do R&B contemporâneo surgiram nos anos 1980s, com o cantor influenciado pelo funk Prince, o Rei do Pop Michael Jackson, e um onda de vocalistas femininas como Tina Turner e Whitney Houston. O Hip hop veio a influenciar o R&B contemporâneo no final dos anos 1980s, primeiro em um estilo chamado new jack swing e então numa série relacionada de subgêneros chamados hip hop soul e neo soul. O new jack swing foi um tipo de música vocal, às vezes apresentando versos com rap e caixa de ritmos. O hip hop soul e neo soul se desenvolveram depois, nos anos 1990s, a forma anterior era uma mistura de R&B com batidas hip hop e as imagens e temas do gangsta rap, enquanto os posteriores foram mais experimentais, edgier e geralmente uma menor combinação com o estilo de vocal do soul com batidas hip hop do cenário principal dos anos 1960s e 70s com versos ocasionais de rap. Mariah Carey e Janet Jackson foram as maiores artistas da década, Jackson foi considerada a Rainha do R&B. Nos anos 2000, Aaliyah e Beyoncé, que iniciaram suas carreiras nos anos 1990, tiveram ascensão no início da década. Aaliyah foi considerada a princesa do R&B, Beyoncé investiu na música pop. Novos artistas como Alicia Keys, Chris Brown e Rihanna, também fizeram sucesso na década.

### Rock, metal e punk
O rock and roll é um tipo de música popular, desenvolvida fora do country, blues e R&B. Os EUA também são conhecidos por ter diversas bandas de rock famosas como The Doors, Bon Jovi, Nirvana, Kiss, Red Hot Chili Peppers, Metallica, Guns n' Roses, Ramones, Aerosmith, Beach Boys, Megadeth, R.E.M., Van Halen, The Eagles e muitas outras. As origens do rock'n roll e antigas influências tem sido debatidas arduamente, e são objeto de muito estudo. Ainda que diretamente ligado à tradição do blues, o rock tomou elementos da técnica da música afro-caribenha e da música latina. O rock foi um estilo urbano, formado nas áreas aonde populações diversas resultaram nas misturas dos gêneros afro-americanos, latinos e europeus passando pelo blues e o country até a polka e o zydeco. O rock'n roll entrou primeiro para a música popular através do estilo chamado rockabilly, o qual fundiu o som nascente com elementos do country. O rock'n roll tocado por negros teve previamente sucesso limitado no cenário principal da música, mas foi o músico branco Elvis Presley que primeiro apelou para a audiência do meio principal com um estilo black música, se tornando um dos músicos que mais vendeu discos na história, e trouxe o rock'n roll para audiências através do mundo.

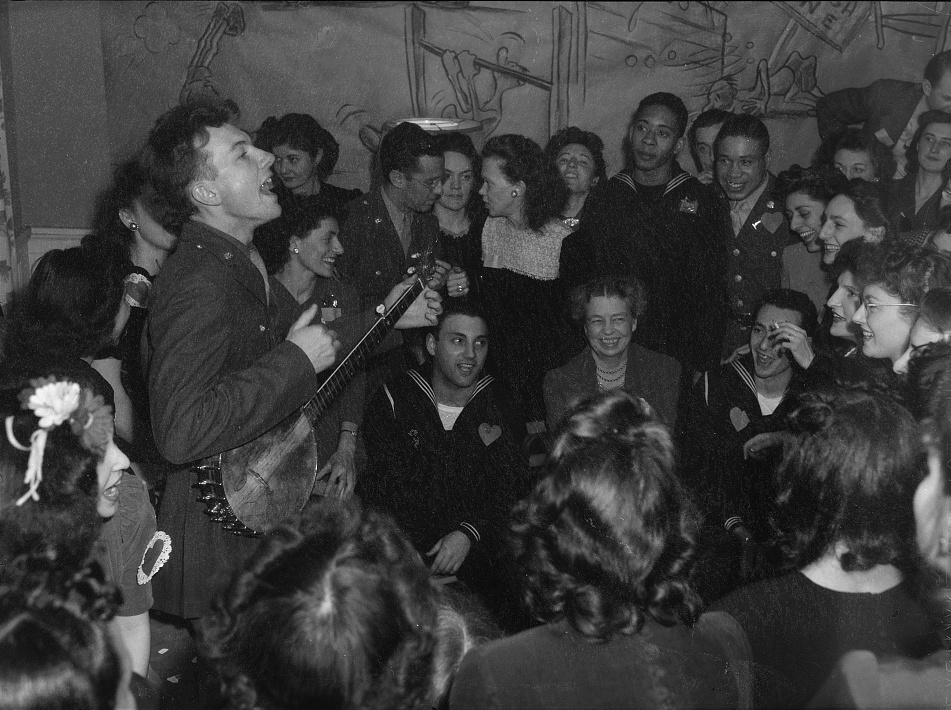
O cantor de folk Pete Seeger.

Os anos 1960s viram muitas mudanças importantes na música popular, especialmente o rock. Muitas destas mudanças tomaram lugar através da invasão britânica onde bandas como os The Beatles, The Who, The Rolling Stones, e depois Led Zeppelin tornaram-se imensamente populares e tiveram um efeito profundo na cultura e música americana. Estas mudanças incluíram o movimento de músicas profissionalmente compostas para o cantor-compositor, e o entendimento da música popular como arte, ao invés de uma forma de comércio ou puro entretenimento. Estas mudanças levaram ao surgimento de movimentos musicais conectados a fins políticos, como os Direitos Civis e a oposição à guerra do Vietnan. O rock foi um precursor para esta mudança. No início dos anos 1960s, o rock se dividiu em vários subgêneros, começando com o surf music. O surf foi um gênero com o uso de violão caracterizado por um som distorcido, associado com a cultura nova do surf do Sul da Califórnia. Inspirado pelo foco na letra do surf, os The Beach Boys começaram a gravar em 1961 com um som elaborado, harmônico e pop. Assim que sua fama aumentou, o compositor dos 'The Beach Boys' Brian Wilson experimentou com novas técnicas de estúdio e se associou com a contracultura. A contracultura foi um movimento que abraçou o ativismo político, e foi conectado à subcultura hippie. Os hippies foram associados com o folk rock, o country rock, e o rock psicodélico. O folk e o country rock foram associados com o crescimento da música folk policizada, liderado por Pete Seeger e outros, especialmente na cena musical da Vila Greenwich em Nova York. O folk rock entrou no cenário principal no meio dos anos 1960s, quando o cantor-compositor Bob Dylan começou sua carreira. Ele foi seguido por um número de bandas de country-rock e cantores/compositores soft, e folky. O rock psicodélico foi um tipo de rock baseado em guitarras, estritamente associado com a cidade de São Francisco. Ainda que a Jefferson Airplane tenha sido a única banda local a ter um hit nacional, o Grateful Dead, uma Jam band de country e bluegrass tornou-se um ícone da contracultura psicodélica, associada com os hippies, o LSD e outros símbolos desta era.

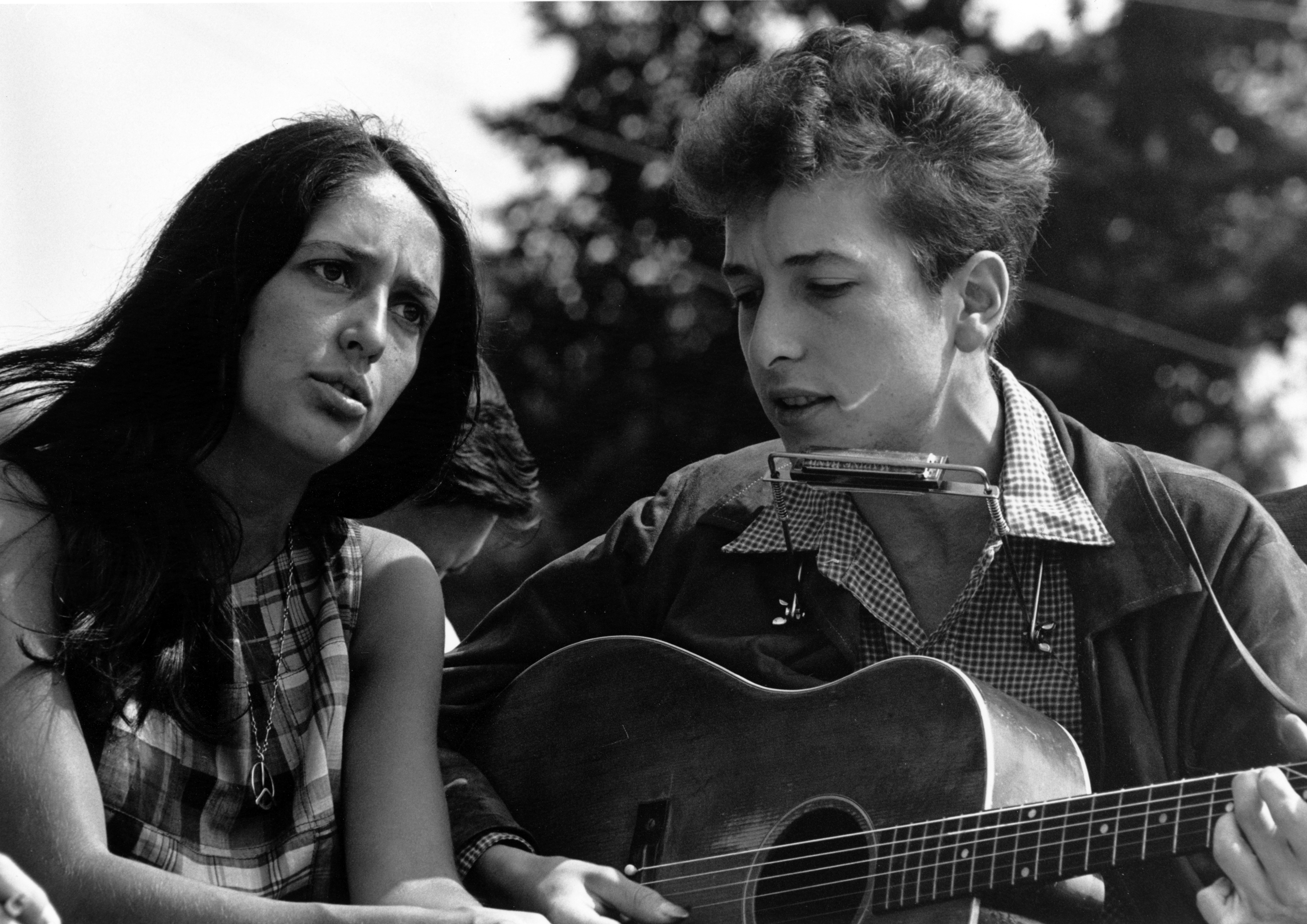
Os cantores-compositores de rock folk Joan Baez e Bob Dylan.

Seguindo as turbulentas mudanças musicais, políticas e sociais dos anos 1960s e início dos 1970s, a música rock se diversificou. O que era formalmente um gênero discreto conhecido como rock'n roll evoluiu em uma categoria chamada simplesmente de música rock, o que veio a incluir estilos diversos como o heavy metal e o punk rock. Durante os anos 1970s a maioria destes estilos evoluíram na cena da música underground, enquanto as audiências principais começaram a década com uma onda de cantores-compositores que causou as letras profundamente emocionais e pessoais do folk rock dos anos 1960s. O mesmo período viu o crescimento das bombásticas bandas de rock arena , grupos de Southern rock e estrelas jovens de soft rock. Começando no final dos anos 1970s, o cantor e compositor de rock Bruce Springsteen tornou-se uma grande estrela, com músicas densas, letras inescrutáveis que celebravam os pobres e a classe trabalhadora.
O Punk foi uma forma de rock rebelde que começou nos anos 1970s, e era barulhento, agressivo e às vezes muito simples. O Punk começou como uma reação contra as músicas populares do período, especialmente o disco e arena rock. Bandas americanas no campo incluíam, a mais famosa, Ramones e o Talking Heads, os últimos tocando um estilo mais vanguardista que foi estritamente associado com o punk antes de evoluir para o New Wave do cenário principal. Outros grandes atores incluíam o Blondie, Patti Smith e a Television. Nos anos 1980s alguns fãs de punk e bandas tornaram-se desiludidos com a popularidade crescente do estilo, resultando em um estilo ainda mais agressivo chamado hardcore punk. O hardcore foi uma forma de punk raro, consistindo de um músicas curtas, rápidas, e intensas que falavam com a juventude descontente, com tantas bandas influentes como os Bad Brains, e os Dead Kennedys. O hardcore começou em metrópoles como Washington, D.C., ainda que as maiores cidades americanas tivessem seus próprios cenários musicais nos anos 1980s. O hardcore, o punk, e o garage rock foram as raízes do alternative rock, um grupo diverso de subgêneros do rock que foram explicitamente opostos a música do cenário principal, e aquele surgiu dos estilos punk e post-punk. Nos Estados Unidos, muitas cidades desenvolveram cenas de rock alternativo, incluindo Mineápolis e Seattle. A cena local de Seattle produziu o grunge, um estilo dark e inspirado pelo hardcore, rock psicodélico, e o rock alternativo. Com a adição de um elemento mais melódico ao som de bandas como Nirvana e Pearl Jam, o grunge ficou muito popular através dos Estados Unidos in 1991.

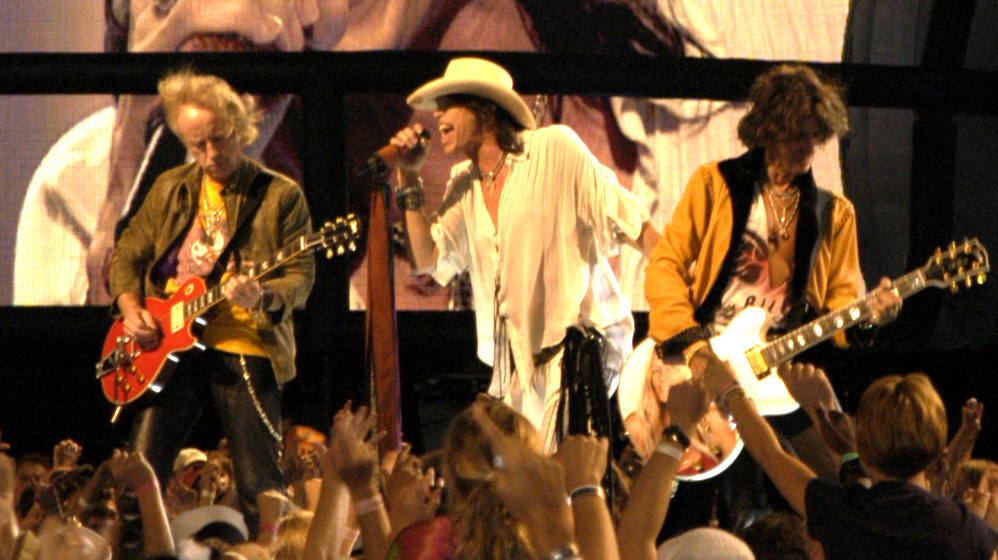
Aerosmith performando em 2003

O heavy metal é caracterizado por ritmos agressivos, guitarras amplificadas e ditorcidas, letras grandiosas e instrumentação virtuosa. A origem do heavy metal começa em bandas hard rock que pegaram o blues e o rock e criaram um som mais pesado centrado em torno de guitarras e baterias. A maioria dos pioneiros do gênero foram britânicos; a primeira maioria das bandas estadunidenses surgiram no começo dos anos 1970s, como Blue Öyster Cult e Aerosmith. O heavy metal permaneceu, contudo, um grande fenômeno underground. Durante os 1980s surgiu a primeira porção de bandas de estilo pop-metal, que dominou as listas de bandas mais populares por vários anos, saindo a banda Quiet Riot e entrando bandas como Mötley Crüe e Ratt; isto foi o glam metal, uma fusão do hard rock e pop com um espírito rouco e de visual aestético influenciado por glam. Algumas destas bandas, como Bon Jovi, tornaram-se estrelas internacionais. A banda Guns N' Roses chegou à fama no fim da década com uma imagem que foi a reação contra o glam metal aestético. Pelo meio dos anos 1980, o heavy metal tinha variado em muitas direções diferentes que fãs, gravadoras e fanzines criaram numerosos novos sub-gêneros. Os Estados Unidos ficou especialmente conhecido por um desses sub-gêneros, o thrash metal, que foi inovado por bandas como Anthrax, Megadeth, Metallica e Slayer, com Metallica sendo o mais sucessivo comercialmente.

### Hip hop
O Hip hop é um movimento cultural, do qual a música é uma parte. A música Hip hop na maioria é composta por duas partes: o rap, a fala rápida, vocais altamente rítmicos e vocais; o DJ e/ou a produção, utiliza-se o sampling, a instrumentação, o turntablism ou através do beatbox, a produção de sons musicais através de tons vocais. O Hip hop surgiu no início dos anos 1970s no Bronx, Nova York. O imigrante jamaicano DJ Kool Herc é amplamente considerado como o progenitor do hip hop; ele trouxe consigo da Jamáica a prática do toasting através dos ritmos de músicas populares. Os MCs originalmente surgiram para introduzir o soul, funk e músicas R&B que os DJs tocavam, e para manter a multidão animada e dançando; através do tempo, os DJs começaram a isolar o break da percussão das músicas (quando o ritmo é mais forte), produzindo uma batida repetida que os MCs utilizavam no rap. No começo dos anos 1980, havia músicas populares de hip hop, e o cenário das celebridades, como LL Cool J, ganharam reconhecimento no cenário principal. Outros músicos experimentaram com letras polítizadas e sociais, ou fundiram o hip hop com o jazz, heavy metal, techno, funk e o soul. Novos estilos apareceram na parte final dos anos 1980, como o hip hop alternativo e a intimamente relacionada fusão jazz rap, da qual foram pioneiros os rappers como De La Soul.
Os grupos Public Enemy e N.W.A. fizeram o máximo para trazer a atenção nacional para o hip hop, começando no final dos anos 1980; os anteriores o fizeram também com letras incendiárias e carregadas de política, enquanto os últimos se tornaram o primeiro exemplo proeminente de rap gangsta. O  gangsta rap é um tipo de hip hop, principalmente caracterizado por um foco em letras machistas, fisicalidade e uma perigosa imagem criminosa. Ainda que a origem do rap gangsta pode ser traçada de volta ao estilo do Schoolly D de Filadelfia e do Ice-T da Costa Oeste na metade dos anos 1980, o estilo cresceu e veio a ser aplicado em muitas regiões diferentes no país, para rappers de Nova York, como Notorious B.I.G, e também rappers na Costa Oeste, como Too Short e N.W.A. A distintiva cena do rap da costa oeste criou no início dos anos 1990 o som G-funk, o qual foi páreo das letras do rap gangsta com um som fino e obscuro, às vezes dos samples do funk samples nos anos 1980; os melhores conhecidos proponentes foram os rappers 2Pac, Dr. Dre e Snoop Dogg. O rap gangsta continuou a exercer uma presença maior na música popular americana através do final dos anos 1990 e pelo século XXI, especialmente depois da revelação do rapper Eminem. Os principais nomes do hip hop americano (não que necessariamente seja dos EUA, mas que tenham grande popularidade) são Eminem, Nicki Minaj, Lil Wayne, Drake, Snoop Dogg, Iggy Azalea, Lil' Kim, Kanye West, entre outros.

### Outros estilos

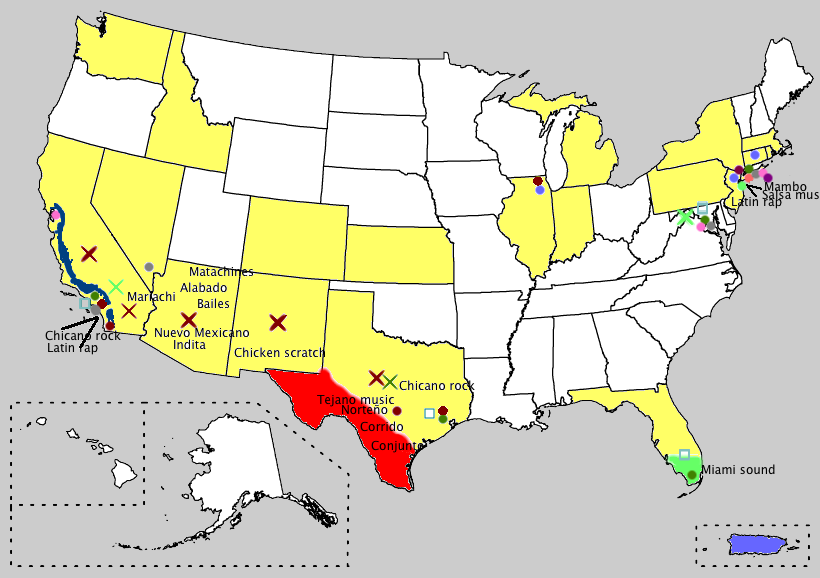
Música latina nos Estados Unidos.

A indústria fonográfica americana é dominada por grandes empresas que produzem, comercializam e distribuem certos tipos de música. Geralmente, estas empresas não produzem, ou produzem apenas em quantidades muito limitadas, gravações em estilos que não despertam o interesse do grande público. Pequenas empresas muitas vezes preenchem o vazio, oferecendo uma ampla variedade de gravações em estilos que vão de polca a salsa. Muitas pequenas indústrias musicais são construídas em torno de um núcleo de fãs, que pode ser em grande parte baseado em uma região, como a música Tejana ou música do Hawaii, ou podem estar muito dispersos, como a para a audiência judaica klezmer.
O nicho de indústria singular é baseado na música latina. A música latina tem influenciado a tempos a música popular americana, e foi uma parte especialmente crucial do desenvolvimento do jazz. Estilos latinos pop modernos incluem uma ampla variedade de gêneros importados através da América Latina, incluindo o cumbia colombiano, o reggaeton porto riquenho e o corrido mexicano. A música popular latina nos Estados Unidos começou com uma onda de bandas dance nos anos 1930s e 50s. Os estilos mais populares incluem a conga, o rumba e o mambo. Nos anos 1950s Perez Prado fez o cha-cha-cha famoso, e o surgimento do jazz afro-cubano que abriu muitos ouvidos para a música harmônica, melódica, e possibilidades ritmicas de música latina. A forma americana mais famosa de música latina, entretanto, foi a salsa. A salsa incorporou muitos estilos e variações; o termo pode ser usado para descrever a maioria das formas de gêneros derivados de Cuba. Mais especificamente, entretanto, a salsa se refere ao estilo particular que foi desenvolvido pelo meio dos anos 1970s por grupos de Nova York e imigrantes cubanos e porto riquenhos, e descendentes estilísticos como a salsa romântica dos anos 1980s. Os ritmos da salsa são complicados, com vários arranjos sendo tocados simultaneamente. O ritmo da forma da clave é a base das músicas de salsa e é usado por músicos como um ritmo comum de fundo para suas próprias frases.
Os Estados Unidos também tiveram um grande papel no desenvolvimento da música eletrônica, particularmente house music e techno.

## Políticas e leis
O governo dos Estados Unidos regula a indústria da música, cumprindo as leis de propriedade intelectual e promovendo e coleccionando certos tipos de música. Na Lei de Direito Autoral, obras musicais, incluindo gravações e composições, são protegidas como propriedade intelectual, logo que sejam fixados de uma forma palpável. Os trabalhos com direitos de autor são registados e muitas vezes na Biblioteca do Congresso, que mantém uma colecção de material. Além disso, a Biblioteca do Congresso tem procurado activamente materias cultura e musicalmente significativos desde o início do século XX, tais como, enviando pesquisadores para gravar música folclórica. Estes incluem os pesquisadores pioneiros na canção folclórica americana, como o coleccionador Alan Lomax, cujo trabalho ajudou a inspirar as raízes do seu renascimento, em meados do século XX. O Governo federal também financia a Doação Nacional para as Artes e a para as Humanidades, que concedem subsídios para músicos e outros artistas, o Smithsonian Institution, que realiza pesquisas e programas educacionais, e a Cooperação de Radiodifusão Pública, que financia, sem fins lucrativos, organismos de radiodifusão televisiva.
A música tem afectado desde há uns tempos a política dos Estados Unidos. Os partidos e movimentos políticos utilizam freqüentemente a canção e a música para comunicar os seus ideais e valores, bem como para proporcionar entretenimento em funções políticas. A campanha presidencial de William Henry Harrison foi o primeiro a beneficiar grandemente da música, após o que se tornou norma prática para os principais candidatos para uso público de canções para criar entusiasmo. Nas décadas mais recentes, os políticos muitas vezes escolhem uma canção, algumas das quais se tornaram emblemáticas, como a canção "Happy Days Are Here Again", por exemplo, que tem sido associada com o Partido Democrático, devido à campanha de 1932 de Franklin D. Roosevelt. Desde a década de 1950, no entanto, a música tem diminuído em importância na política e foi substituída pelas campanhas televisivas com pouca ou nenhuma música. Certas formas de música tornaram-se mais estreitamente associadas às políticas de protesto, especialmente na década de 1960. Estrelas do gospel, como Mahalia Jackson, tornaram-se importantes figuras do Direitos Civis, enquanto o povo americano ajudou a difundir a contracultura da década de 1960 e a oposição à Guerra do Vietname.

## Indústria e economia
A indústria da música americana possui um vasto "território", abrangendo de companhias de estações de rádio e orquestras comunitárias. O lucro total da indústria musical chega à cerca dos $40 bilhões mundialmente e $12 bilhões nos Estados Unidos. A maioria das maiores gravadoras é baseada nos Estados Unidos; elas são representadas pela Recording Industry Association of America (RIAA). As maiores gravadoras produzem material de artistas que assinaram a uma gravadora normal delas, a uma marca geralmente associada com um gênero particular ou produtor musical. Companhias de gravação também podem promover e comercializar seus artistas, através de propagandas, performances em público e concertos, além de aparições na televisão. As gravadoras também podem estar associadas com outras companhias de mídia musical, que produzem um produto relacionado à música popular. Estas incluem canais de televisão como MTV, revistas como Rolling Stone e estações de rádio. Recentemente, a indústria musical tem enfrentado um período torturante, devido aos downloads de músicas até mesmo licenciadas, mais conhecida como pirataria; vários músicos e a RIAA tem procurado meios de punir fãs que baixam músicas licenciadas ilegalmente.
Estações de rádio nos Estados Unidos geralmente transmitem música popular. Cada estação de rádio possui um formato ou uma categoria de músicas para ser tocada; estes são geralmente semelhantes à classificação geral ordinária, mas não igual. Várias estações de rádio nos Estados Unidos têm como proprietários e operários habitantes estadunidenses, e que podem oferecer uma lista eclética de músicas; várias outras estações têm como proprietário grandes companhias como Clear Channel, e geralmente são baseados em uma pequena e repetitiva playlist. Vendas comerciais de gravações são vigiadas pela revista Billboard, que compila um número de paradas musicais para os variados campos de venda de gravações. O Billboard Hot 100 é a maior parada de música pop para singles, uma gravação que consiste de uma grande porção de músicas; gravações de pop mais longas, como álbuns, são vigiadas pela Billboard 200. Apesar de a música gravada ser comum em lares americanos, boa parte do lucro da indústria musical vem de um número menor de devotos; por exemplo, 62% das vendas de álbuns vêm de menos de 25% da audiência que compra músicas. Vendas totais de CDs nos Estados Unidos chegou à marca de 705 milhões de unidades vendidas em 2005, e vendas de singles logo abaixo de três milhões.
Apesar da maior parte das gravadoras dominarem a indústria musical estadunidense, uma indústria musical independente (música indie) também existe. Música indie é, geralmente, baseada somente no território da gravadora local com nenhuma ou limitada distribuição para fora de uma pequena região. Às vezes, artistas gravam numa gravadora indie e ganham prestígio o suficiente para serem contratados por grandes gravadoras; outros escolhem permanecer com as gravadoras indie por toda a sua carreira. Música indie pode estar em estilos geralmente semelhantes à música mainstream, mas é encontrado freqüentemente inacessível, incomum ou que não agrada a muitas pessoas. Músicos de música indie geralmente lançam algumas ou todas as suas músicas pela Internet para fãs e outros para baixar e escutá-las. Em adicional a artistas de vários tipos que usam de gravadoras, existem numeroso campos de profissionalismo musical nos Estados Unidos, muitos deles os quais raramente gravam algo, incluindo orquestras comunitárias, bandas e cantores para casamentos e pequenos eventos, cantores de salão e DJs de boates. A American Federation of Musicians é o maior sindicato para músicos profissionais. Contudo, somente 15% dos membros de tal sindicato possuem uma carreira musical estável.

## Educação
A música é uma parte importante da educação nos Estados Unidos, e é uma parte da maioria ou todas os sistemas escolares no país. A educação musical é geralmente obrigatória nos primeiros anos das escolas públicas, e eletiva nos últimos anos. As escolas geralmente oferecem classes de canto, a maioria de corais, e instrumentos na forma de uma grande banda escolar. A música pode também ser parte de produções teatrais realizadas pelos departamentos de drama das escolas. Muitas escolas públicas e privadas tem sustentado clubes musicais e grupos, muito comumente incluindo a banda de marcha que toca durante os jogos esportivos da escola de ensino médio, algo que começou com a grande popularidade da Banda de Sousa nos anos 1880 e 1890.
O ensino superior no campo da música nos Estados Unidos é na maior parte baseada entorno de grandes universidades, ainda que existam importantes academias menores de música e conservatórios. Departamentos de música das universidades podem subsidiar bandas derivadas das bandas de marcha que sejam uma parte importante do eventos de esporte do colégio, proeminentemente possuindo músicas de lutas, a grupos de barbershop, glee clubs, jazz ensembles e sinfonias, e podem adicionalmente subsidiar programas sociais de música, como ao trazer músicos estrangeiros até a área de concertos. Universidades podem também ter um departamento de musicologia, e fazer pesquisa em muitos estilos de música.

## O ensino de música
O estudo da música nas escolas dos Estados Unidos inclui trabalhar com uma música relacionada com a classe social, racial, étnica e identidade religiosa, gênero e sexualidade, como também com estudos de história da música, musicologia e outros tópicos. O estudo acadêmico da música americana pode ser traçado de volta ao final do século XIX, quando pesquisadores como Alice Fletcher e Francis La Flesche estudaram a música das pessoas de Omaha, trabalhando para o Bureau de Etnologia Americana e o Museu Peabody de Arqueologia e Etnologia. Nos anos 1890s e até o início do século XX, gravações musicais foram feitas entre indígenas, hispânicos, afro-americanos e anglo-americanos dos Estados Unidos. Muitos trabalharam para a Biblioteca do Congresso, primeiro sob a liderança de Oscar Sonneck, chefe da Divisão de Música da Biblioteca. Estes pesquisadores incluíam Robert W. Gordon, fundador do Arquivo de Música Folk Americana, e John e Alan Lomax; Alan Lomax foi o mais proeminente de vários colecionadores de músicas folk que ajudou a inspirar o reavivamento raíz da cultura folk americana.
O início do século XX a análise escolar da música americana tendia a interpretar tradições clássicas derivadas da europa como a mais valiosa a ser estudada, com o folk, a religiosa e a música traditional das pessoas comuns denegridas como classe baixa e de pouca valia artística ou social. A história da música americana foi comparada com a longa memória histórica das nações europeias, e achou-se que queria, levar os escritores como o compositor Arthur Farwell a ponderar que tipos de tradições musicais poderiam nascer da cultura americana, em seu Music in America de 1915. Em 1930, Our American Music de John Tasker Howard tornou-se uma análise básica, focando largamente em música de concerto composta nos Estados Unidos. Desde a análise do musicologista Charles Seeger na metade do século XX, a história da música americana muitas vezes tem sido descrita como intimamente relacionada com percepções de raça e ancestrais. Sob essa visão, o fundo racial e étnico diverso dos Estados Unidos promoveu um senso de separação musical entre raças, enquanto continua promovendo uma constante aculturação, como elementos de músicas europeias, africanas e indígenas mudaram entre os campos. A America's Music, from the Pilgrims to the Present de Gilbert Chase, foi o primeiro trabalho maior que examinou a música de todo o Estados Unidos, e reconheceu as tradições folclóricas como mais significantes culturamente que a música clássica. A análise de Chase de uma identidade musical diversa americana tem permanecido uma visão dominante entre os estabelecimentos acadêmicos. Até os anos 1960s e 70s, entretanto, a maioria dos estudiosos da música nos Estados Unidos continuaram a estudar a música europeia, limitando-se somente a certos campos da música americana, especialmente estilos clássicos e líricos derivados da europa, e às vezes o jazz afro-americano. Musicologistas mais modernos tem estudado assuntos que vão desde a identidade musical nacional a identidade de estilos e técnicas individuais de comunidades específicas em um tempo particular da história americana. Estudos recentes da música americana incluem o Music in the New World de Charles Hamm em 1983, e America's Musical Life de Richard Crawford em 2001.

## Festivais
Música é uma parte importante dos vários feriados americanos, tendo, especialmente, um importante papel na comemoração do Natal. A Música do feriado inclui tanto músicas religiosas como "Oh Holy Night" como músicas seculares, como "Jingle Bells". As canções patrióticas, como o hino nacional, "The Star-Spangled Banner", são uma parte importante das celebrações do Dia da Independência. A música também desempenha um papel em muitas festas regionais que não se comemoram nacionalmente, sendo a mais famosa a Mardi Gras, com música, dança e um desfile, festival de Nova Orleães, Louisiana.
Os Estados Unidos são o lar de inúmeras festivais de música, mostrando vários estilos que vão desde o jazz ao blues, do indie rock ao heavy metal. Alguns festivais são estritamente de âmbito local, incluindo os artistas com pouca ou nenhuma reputação nacional, e geralmente são organizados por promotores locais. As grandes empresas têm os seus festivais de música, como o Lollapalooza e Ozzfest, que chamam multidões.